# Stadtpfarrkirche Zistersdorf

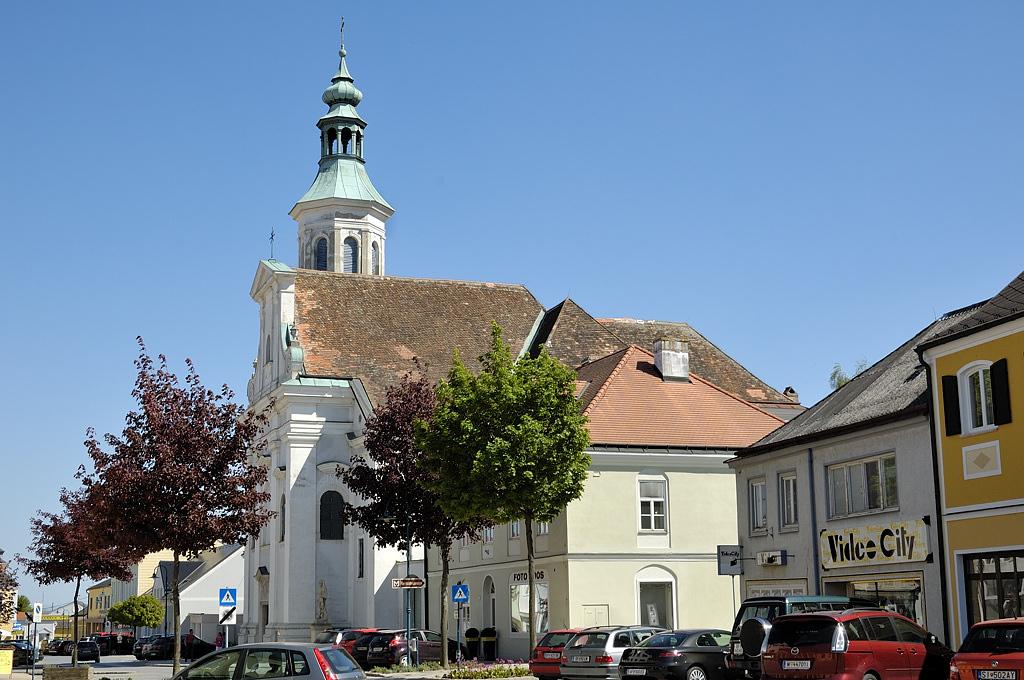
Katholische Stadtpfarrkirche Kreuzerhöhung in Zistersdorf

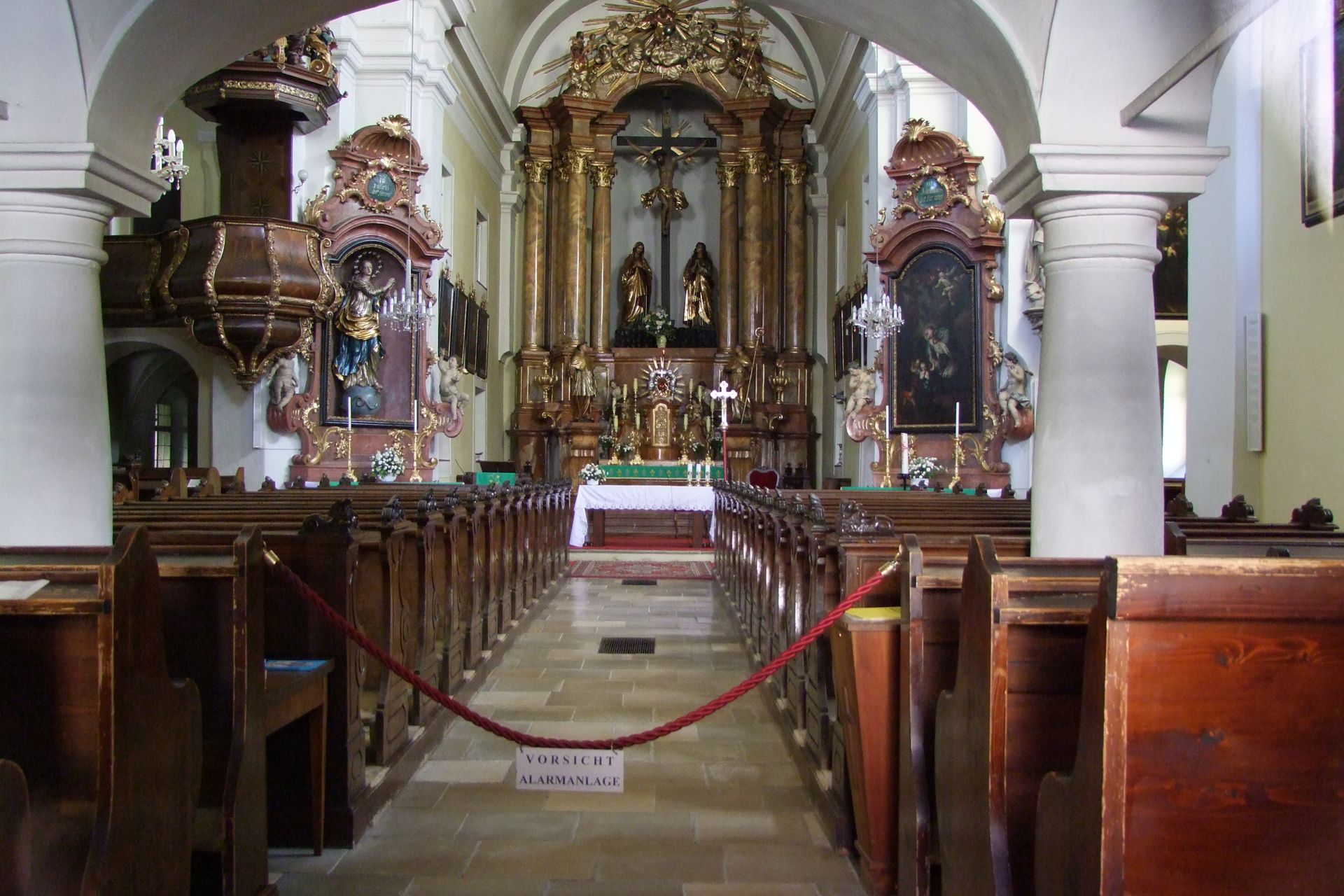
Langhaus, Blick zum Chor

Die Stadtpfarrkirche Zistersdorf steht in der Stadtmitte der Stadtgemeinde Zistersdorf im Bezirk Gänserndorf in Niederösterreich. Die dem Patrozinium Kreuzerhöhung unterstellte römisch-katholische Pfarrkirche gehört – dem Stift Zwettl inkorporiert – zum Dekanat Zistersdorf im Vikariat Unter dem Manhartsberg der Erzdiözese Wien. Die Kirche steht unter Denkmalschutz (Listeneintrag).

## Geschichte
1160 wurde eine Pfarre genannt. Die heutige Kirche wurde von 1627 bis 1640 als gegenreformatorische Klostergründung von Rudolf Freiherr von Teuffenbach gegründet. Seit 1811 ist die Stadtpfarrkirche dem Zisterzienserkloster Zwettl inkorporiert. Der Turm wurde 1880 nach den Plänen des Architekten Hermann von Riewel erbaut.

## Architektur
Der mächtige barocke Kirchenbau mit einer hochgezogenen Nordfront mit Kolossalpilastergliederung mit einem reich verkröpften Kranzgesims beinhaltet ein schlichtes Rechteckportal und Rundbogenfenster, die Nordfront schließt mit einem bekrönenden Volutengiebel mit Dreieckabschluss. Das schlicht gestaltete Langhaus mit hochliegenden Lunettenfenstern ist Teil der ehemaligen Klosteranlage. Der hohe Nordostturm hat eine polygonales Glockengeschoß mit rundbogigen Schallfenstern.
Vor der Kirche stehen auf barocken Sockeln barocke Seitenfiguren der Heiligen Nikolaus und Florian.

## Ausstattung
Der mächtige Hochaltar aus dem zweiten Viertel des 18. Jahrhunderts mit gestufter Säulenstellung und einer gerahmten tiefen Nische mit einer monumentalen Kreuzigungsgruppen trägt die Seitenfiguren der franziskanischen Heiligen Ludwig von Toulouse und Bonaventura.
Die barocken Seitenaltäre im Querschiff sind mächtige Wandaltäre aus 1750 mit kannelierten Pilastern und reicher Bekrönung, die Altarblätter schuf Bartolomeo Altomonte, links Tod des hl. Josef, rechts Anna Maria lesen lehrend. Die Orgel weist 16 Register auf.